# Садів
Са́дів — село в Україні, у Луцькому районі Волинської області. Входить до складу Торчинської селищної громади. Населення становить 827 осіб.

## Історія
На території села є пам'ятки археології:
- В урочищі Римський шлях — поселення ранньослов'янського часу. Тут знайдено денарій римського імператора Траяна (98-117 рр. н. е.).
- В урочищі Пасіка — давньоруське селище XII-ХІІІ ст. Серед знахідок   фрагменти гончарного посуду, уламки скляних браслетів, пряслиця з овруцького пірофіліту і бронзовий хрестик-енколпіон.
- В урочищі Пугачівка   давньоруське поселення. Тут знайдено залізне вістря списа.
- За селом, серед заплави Чорногузки, під час земляних робіт випадково виявлено меч XIII ст., навершя якого покрите сріблом, а лезо орнаментоване золотою інкрустацією у вигляді триапсидного храму і семи хвилястих ліній.
- За 0,5 км на схід від села, на лівому березі Чорногузки — двошарове поселення тшинецько-комарівської культури і лежницької групи ранньозалізного часу.
- За 0,5 км на північний схід від села — селище давньоруського періоду XI-ХІІІ ст. площею близько 1 га. Воно розміщене на мисі першої надзаплавної тераси лівого берега Чорногузки висотою до 6 м над рівнем заплави.
- На південно-східній околиці села, на схилі першої надзаплавної тераси правого берега Чорногузки висотою до 4-5 м над рівнем заплави — селище давньоруського періоду XII-ХІІІ ст. площею 1 га.
- На північно-східній околиці села, на захід від мосту шосейної дороги, на мисі першої надзаплавної тераси лівого берега Чорногузки висотою 4-6 м над рівнем заплави — селище давньоруського періоду XII-XIV ст. площею 1 га. Із сходу до пам'ятки прилягає став.
- В північній частині села, за 200 м на північний захід від церкви, на ділянці першої надзаплавної тераси правого берега Чорногузки висотою 4-5 м над рівнем заплави — двошарове поселення тшинецько-комарівської культури і давньоруського періоду XII-ХІІІ ст. площею 2 га.
- В північно-східній частині села, на південь від продуктового магазину, на рівній ділянці мису першої надзаплавної тераси лівого берега Чорногузки висотою 12-14 м над рівнем заплави — двошарове поселення вельбарської культури і давньоруського періоду XII-XIV ст. площею до 1 га.
- В північній частині села, на схід від будинку культури, на ділянці першої надзаплавної тераси лівого берега Чорногузки висотою 12-14 м над рівнем заплави — багатошарове поселення тшинецько-комарівської, вельбарської культур і давньоруського часу XII-ХІІІ ст. площею 2 га.
- В північно-західній частині села, на південь від церкви, на рівній ділянці першої надзаплавної тераси лівого берега Чорногузки висотою 10-12 м над рівнем заплави — селище давньоруського періоду XII-XIV ст. площею 1 га.
- В північно-західній частині села, за 200 м на захід від тракторної бригади, на лагідному схилі першої надзаплавної тераси лівого берега Чорногузки висотою 6-8 м над рівнем заплави — селище давньоруського періоду XI-ХІІІ ст. площею 1 га.
- На північно-західній околиці села, на схилі першої надзаплавної тераси лівого берега Чорногузки висотою 6-8 м над рівнем заплави — селище давньоруського періоду XII—XIV ст.
- В південно-західній частині села, на лагідному схилі правого берега Чорногузки висотою 3-4 м над рівнем заплави — селище давньоруського часу XI-ХІІІ ст. площею до 2 га.
- На південно-західній околиці села, на лагідному схилі правого берега Чорногузки висотою 4-5 м над рівнем заплави — селище давньоруського періоду XII-ХІІІ ст. площею до 1 га.
- У центральній частині села, на території спортмайданчику колишньої школи, на ділянці А. А. Журавльова, на мисі лівого берега р. Чорногузка — багатошарове поселення межановицької, стжижовської, лужицької культур, ранньослов'янського часу та давньоруського періоду XII-ХІІІ ст. У 2009 році експедицією ДП «Волинські старожитності» під керівництвом Златогорського О. Є. поселення частково досліджено. Виявлено господарську яму межановицької культури, крем'яний серп лужицької культури, керамічні вироби від епохи бронзи до пізнього середньовіччя.

Під час першої світової війни з 1915 року село перебувало в австрійській окупації. На 11 день Брусиловського прориву 1 (14) червня 1916 р. 8-й корпус російської армії зайняв Садів і Воютин. Генерал М.Духонін у телеграмі до генерала М.Пустовойтенка зазначає: «Жители деревень по пути следования радостно встречают войска иконами, хлебом-солью, улицы устланы травой, цветами, в одной из деревень вышел крестный ход с пением „спаси господи“».
Заслужений діяч мистецтв України Струцюк Йосип Георгійович. У 1958 році працював у школі лауреат багатьох всеукраїнських і міжнародних премій.
До 29 січня 2018 року село було центром Садівської сільської ради.
В січні 2019 року місцева парафія УПЦ МП перейшла до Помісної церкви України. Втім, актив громади УПЦ МП проігнорував перехід до ПЦУ та залишився зі своїм настоятелем.

## Населення
Згідно з переписом УРСР 1989 року чисельність наявного населення села становила 905 осіб, з яких 440 чоловіків та 465 жінок.
За переписом населення України 2001 року в селі мешкало 827 осіб. 100 % населення вказало своєю рідною мовою українську мову.

## Відомі люди
- Самчук Зиновій Дмитрович — лицар Срібного хреста заслуги УПА.